# Basenji
De basenji is een hondenras dat afkomstig is uit Congo-Kinshasa. Het is een jachthond, waarmee wild kan worden opgedreven. Een basenji kan niet blaffen, wat niet betekent dat een basenji geen geluid maakt.
Basenji's delen vele unieke eigenschappen met pariahonden. Zo hebben ze, net als de dingo en de New Guinea singing dog, maar eenmaal per jaar een paarseizoen (oestrus) in tegenstelling tot andere honden die tweemaal of meerdere keren per jaar een paarseizoen hebben. Net als de dingo is de basenji vrijwel geurloos.

## Beschrijving

### Uiterlijk

#### Lichaamsbouw
De basenji is een kleine, kortharige hond met rechtopstaande oren, strak gekrulde staart en sierlijke hals. Het voorhoofd is gerimpeld. Deze rimpels kunnen lichtjes vervagen naarmate de hond ouder wordt. De ogen van de basenji zijn meestal amandelvormig en donkerbruin van kleur.
Een reu heeft een schofthoogte van ongeveer 43 cm en weegt ongeveer 11 kg. Een teef heeft een schofthoogte van ongeveer 40 cm en weegt ongeveer 9,5 kg.

#### Kleur
Basenji's komen in vier verschillende kleuren voor: Tricolor, zwart, rood en brindle. Tricolor is relatief zeldzaam terwijl rood zeer populair is. Trindle bestaat ook, dit is een tricolor met in plaats van rode punten, brindle punten. Trindle is uitermate zeldzaam. Bij elke kleur zijn de voeten, staarttip, borst, buik, nek en snuit steeds wit.

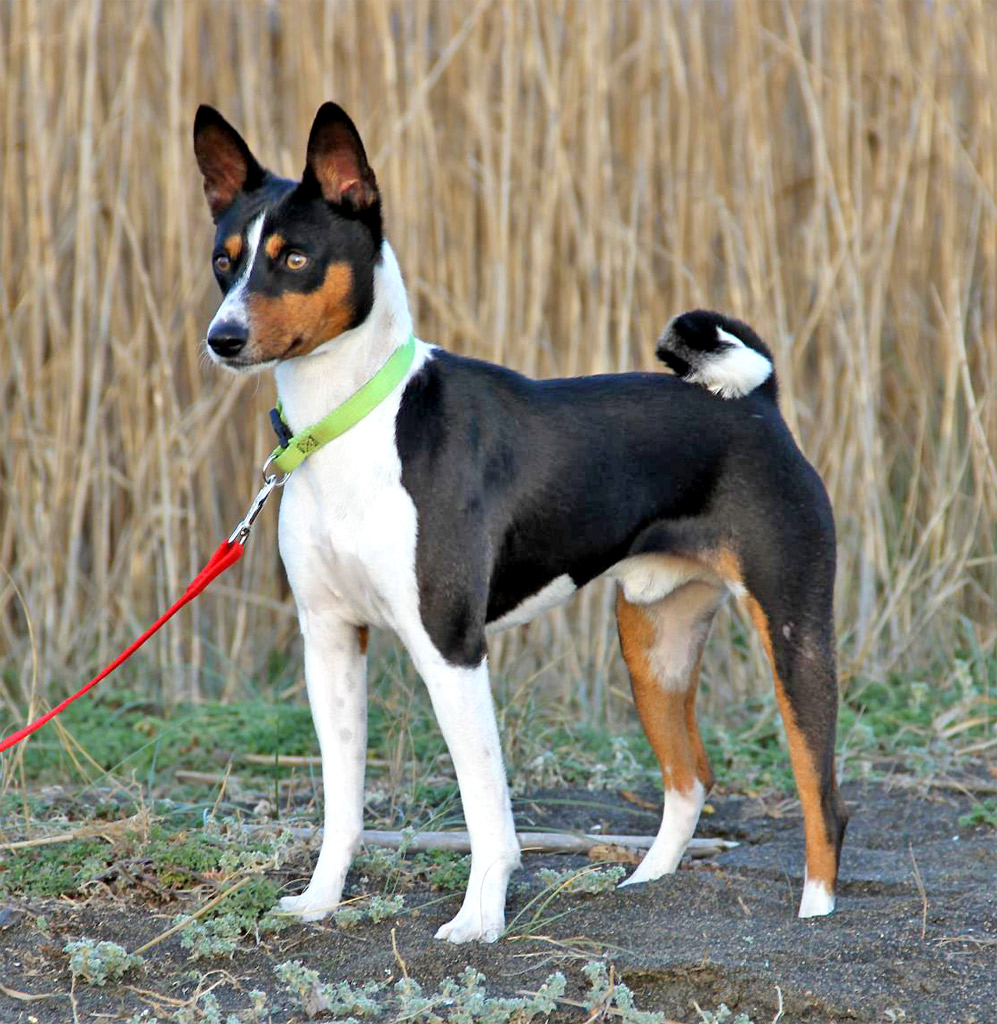
Tricolor
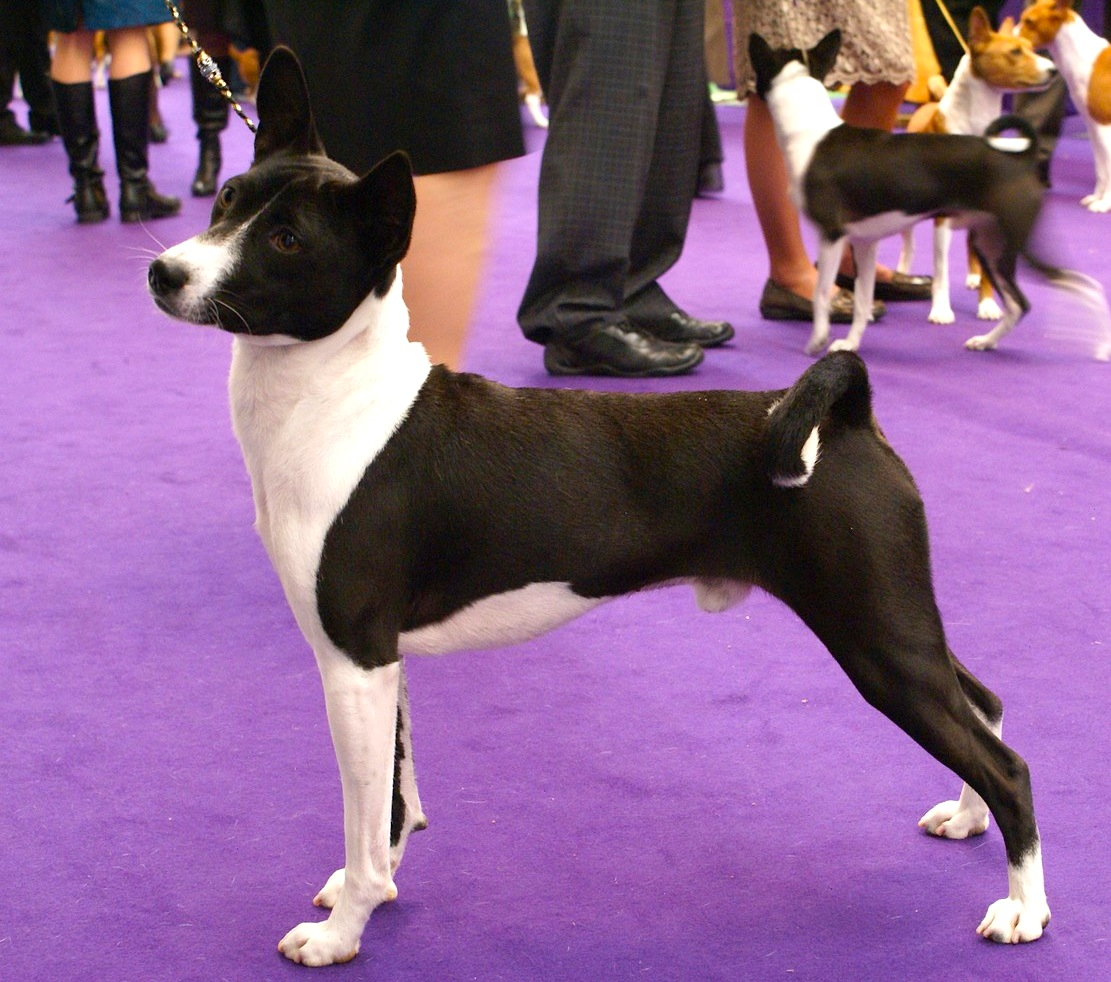
Zwart
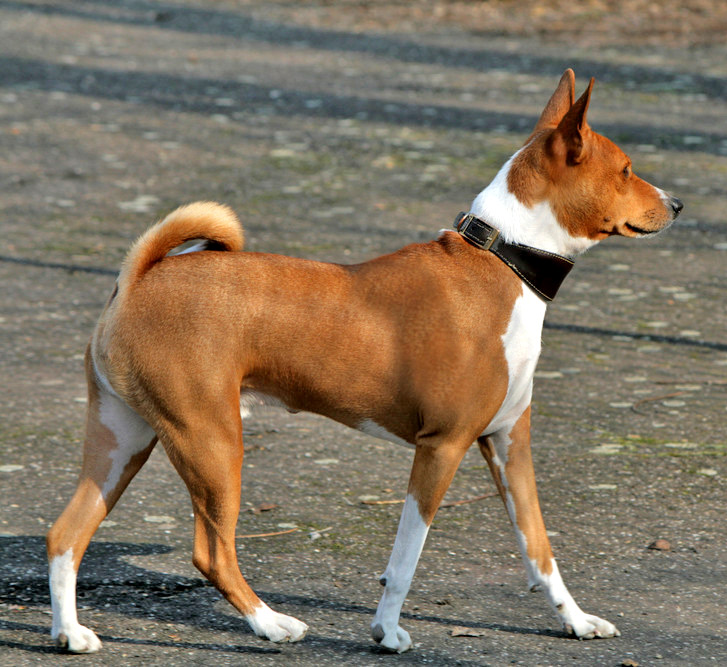
Rood
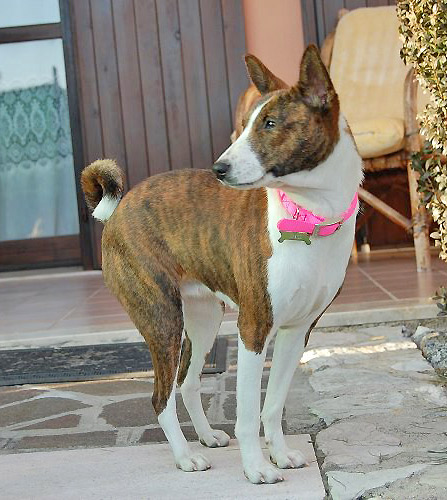
Brindle
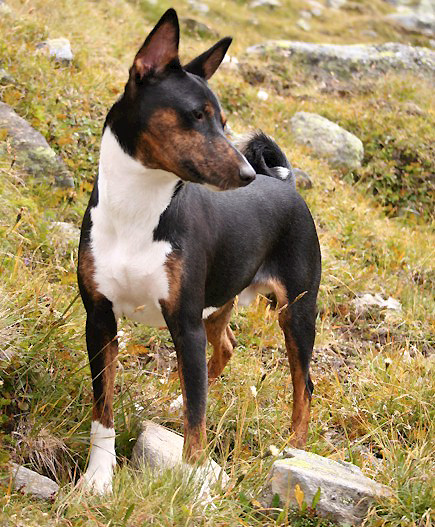
Trindle

### Karakter
Basenji's zijn vrolijk, alert en zelfverzekerd. Hoewel ze wat afstandelijk zijn tegenover vreemdelingen, zijn ze goed met mensen. Basenji's zijn niet altijd gehoorzaam; bij hondenscholen hebben basenji's de reputatie dat ze niet te trainen zijn.

### Stemgeluid
De basenji blaft niet maar maakt een ongebruikelijk jodelend geluid. Dit komt doordat het strottenhoofd van dit ras een andere vorm heeft dan bij andere honden. Er is een theorie dat zegt dat dit jodelgeluid het resultaat is van selectief fokken met als doel honden te creëren die niet blaffen, omdat blaffende honden ongewenste aandacht zouden kunnen trekken van roofdieren en menselijke vijanden.

## Gezondheid
De basenji kunnen hun gezichtsvermogen verliezen ten gevolge van PRA, Progressieve Retina Atrofie, en zijn gevoelig voor het syndroom van Fanconi.

## Geschiedenis

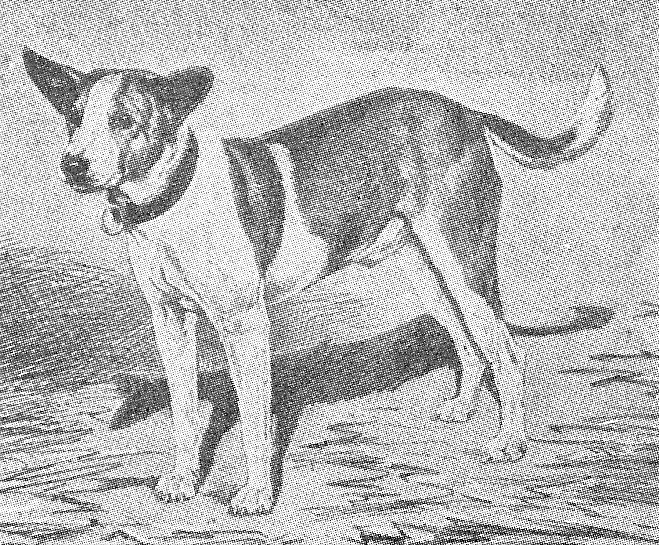
Congoterriër (1932)

De basenji zou oorspronkelijk uit het Midden-Oosten komen, maar komt al meer dan 300 jaar in Centraal-Afrika voor. In de jaren '30 hebben de eerste fokkers de honden meegebracht uit Congo naar Europa.

### Naam
De rasnaam is afgeleid van het Bantoewoord 'basenji', dat 'boshond' betekent. Toen het ras in 1937 voor het eerst op een tentoonstelling werd getoond, heette het nog congoterriër.

## Trivia
- In de jaren 70 had Koningin Juliana der Nederlanden, een rood-witte basenji genaamd 'N'Zara'.

Akita ·
Amerikaanse akita ·
Alaska-malamute ·
Basenji ·
Canaänhond ·
Canadese eskimohond ·
Chowchow ·
Cirneco dell'Etna ·
Eurasiër ·
Europese sledehond ·
Faraohond ·
Finse lappenhond ·
Finse spits ·
Groenlandse hond ·
Hokkaido ·
IJslandse hond ·
Jämthund ·
Japanse spits ·
Kai ·
Karelische berenhond ·
Keeshond ·
Kintamanihond ·
Kishu ·
Koreaanse jindohond ·
Lapinporokoira ·
Mexicaanse naakthond ·
Noorse buhund ·
Noorse elandhond ·
Noorse lundehond ·
Norrbottenspets ·
Oost-Siberische laika ·
Peruaanse naakthond ·
Podenco canario ·
Podenco ibicenco ·
Podengo Português ·
Russisch-Europese laika ·
Samojeed ·
Shiba ·
Shikoku ·
Siberische husky ·
Taiwandog ·
Thai Bangkaew Dog ·
Thai ridgebackdog ·
Västgötaspets ·
Volpino italiano ·
Westsiberische laika ·
Yakut laika ·
Zweedse lappenhond